# Torneio de Montreux de 1956
O Torneio de Montreux de 1956  foi a 30ª edição do Torneio de Montreux.

## Resultados
|    | Equipe      | Pts | J | V | E | D | GM | GS | DG  |
| -- | ----------- | --- | - | - | - | - | -- | -- | --- |
| 1º | Portugal    | 20  | 7 | 6 | 1 | 0 | 41 | 6  | 35  |
| 2º | Espanha     | 20  | 7 | 6 | 1 | 0 | 22 | 5  | 17  |
| 3º | Montreux HC | 15  | 7 | 4 | 0 | 3 | 21 | 16 | 5   |
| 4º | Inglaterra  | 14  | 7 | 3 | 1 | 3 | 21 | 19 | 2   |
| 5º | Alemanha    | 13  | 7 | 3 | 0 | 4 | 18 | 18 | 0   |
| 6º | Itália      | 11  | 7 | 1 | 2 | 4 | 20 | 13 | 7   |
| 7º | Bélgica     | 11  | 7 | 1 | 2 | 4 | 11 | 23 | -12 |
| 8º | Iugoslávia  | 8   | 7 | 0 | 1 | 6 | 8  | 62 | -54 |

|             | Suíça | Itália | Portugal | Bélgica | Espanha | Inglaterra | Jugoslávia | Alemanha |
| ----------- | ----- | ------ | -------- | ------- | ------- | ---------- | ---------- | -------- |
| Montreux HC |       | 1-0    | 1-3      | 3-2     | 0-1     | 3-5        | 7-4        | 6-1      |
| Itália      |       |        | 1-5      | 1-1     | 0-1     | 3-3        | 14-0       | 1-2      |
| Portugal    |       |        |          | 7-0     | 3-3     | 5-0        | 15-0       | 3-1      |
| Bélgica     |       |        |          |         | 1-3     | 2-5        | 3-3        | 2-1      |
| Espanha     |       |        |          |         |         | 3-0        | 8-0        | 3-1      |
| Inglaterra  |       |        |          |         |         |            | 6-0        | 2-3      |
| Iugoslávia  |       |        |          |         |         |            |            | 1-9      |
| Alemanha    |       |        |          |         |         |            |            |          |